# Gerrit Schimmelpenninck
Gerrit, hrabě Schimmelpenninck (25. února 1794 Amsterdam – 4. října 1863 Arnhem) byl nizozemský politik, historicky první nizozemský premiér (tehdy zvaný předseda Rady ministrů). Chopil se tohoto úřadu 25. března 1848, ihned po ústavních změnách, které tuto funkci zaváděly, a vydržel v něm 53 dní. Souběžně s tím zastával posty ministra zahraničních věcí a ministra financí. První z těchto funkcí držel již v letech 1834 až 1836.

## Život
Byl synem vlivného politika a diplomata Rutgera Jana Schimmelpennincka. Studoval práva na Univerzitě v Leidenu, ale studium opustil již po roce, roku 1813, aby střežil mohutné rodinné majetky proti Napoleonovým vojákům. Roku 1814 se oddal obchodu, začínal jako neplacený pracovník bankovního domu Staphorst v Amsterdamu. V letech 1818 až 1827 zde byl již partnerem (spolumajitelem). V roce 1824 se stal ředitelem Nizozemské obchodní společnosti (Nederlandse Handel-Maatschappij) a v roce 1827 jejím předsedou.
V roce 1832 vstoupil do politiky, když byl jmenován do Státní rady. Roku 1834 jej král prvně povolal do vlády, na post ministra zahraničí. Ve stejném roce získal titul hraběte. Po odchodu z kabinetu v roce 1836 se stal členem Senátu a byl senátorem až do roku 1849. V roce 1836 byl jmenován státním ministrem, což je spíše čestná funkce. Poté přešel do diplomatických služeb, v letech 1837–1840 byl mimořádným vyslancem v Petrohradě. Roku 1840 se vrátil do Nizozemska a věnoval se psaní životopisu svého otce. O jeho pozici u dvora svědčí, že toho roku nesl polštář s korunou při inauguraci krále Viléma II. V roce 1846 byl jmenován mimořádným vyslancem v Londýně.
V dramatickém roce 1848 ho král z Londýna odvolal, aby měl na politické scéně někoho, komu může důvěřovat. Schimmelpenninck se v Senátu stavěl proti přelomovým ústavním změnám, které ve sněmovně připravoval a prosazoval Johan Rudolph Thorbecke, ale tyto změny byly nakonec prosazeny a Nizozemsko vstoupilo do nové, demokratické éry. Změny přinesly mnohem nezávislejší pozici vlády a také post jejího předsedy. Prvním byl jmenován právě Schimmelpenninck, a to na osobní přání krále Viléma II., který tak chtěl zabránit, aby se moci chopil nejvlivnější politik té doby Thorbecke (to se nakonec nepodařilo, Thorbecke se úřadu ujal zhruba do roka). Sám Schimmelpenninck Thorbeckeho nesnášel a označoval ho za nebezpečného "jakobína". Schimmelpenninckův návrh na vytvoření ústavy podle britského vzoru (král by mohl rozpustit sněmovnu a jmenovat členy Senátu) byl ostatními ministry odmítnut. Schimmelpenninck tak rychle pochopil, že není skutečným vůdcem kabinetu, a že bez reálného respektu ministrů je "králem dosazený" premiér bezmocný, načež podal již po 53 dnech demisi (jde o nejkratší premiérský mandát v nizozemské historii).
Poté se vrátil jako vyslanec do Londýna a setrval tam až do roku 1852. Po návratu, roku 1853, byl zvolen do sněmovny, ale ta byla následujícího roku rozpuštěna a později již nebyl nikdy zvolen. Věnoval se obchodu, byl mj. místopředsedou dozorčí rady železniční společnosti Nederlandsche Rhijnspoorweg-Maatschappij.